# SDSS J142133.55+351107.2
SDSS J142133.55+351107.2 ist eine Galaxie im Sternbild Bärenhüter am Nordsternhimmel. Sie ist schätzungsweise 1,4 Milliarden Lichtjahre von der Milchstraße entfernt und hat einen Durchmesser von etwa 110.000 Lichtjahren.
Im selben Himmelsareal befinden sich u. a. die Galaxien NGC 5579, NGC 5589,
PGC 51296, PGC 2061364.